# منطقة قطبية

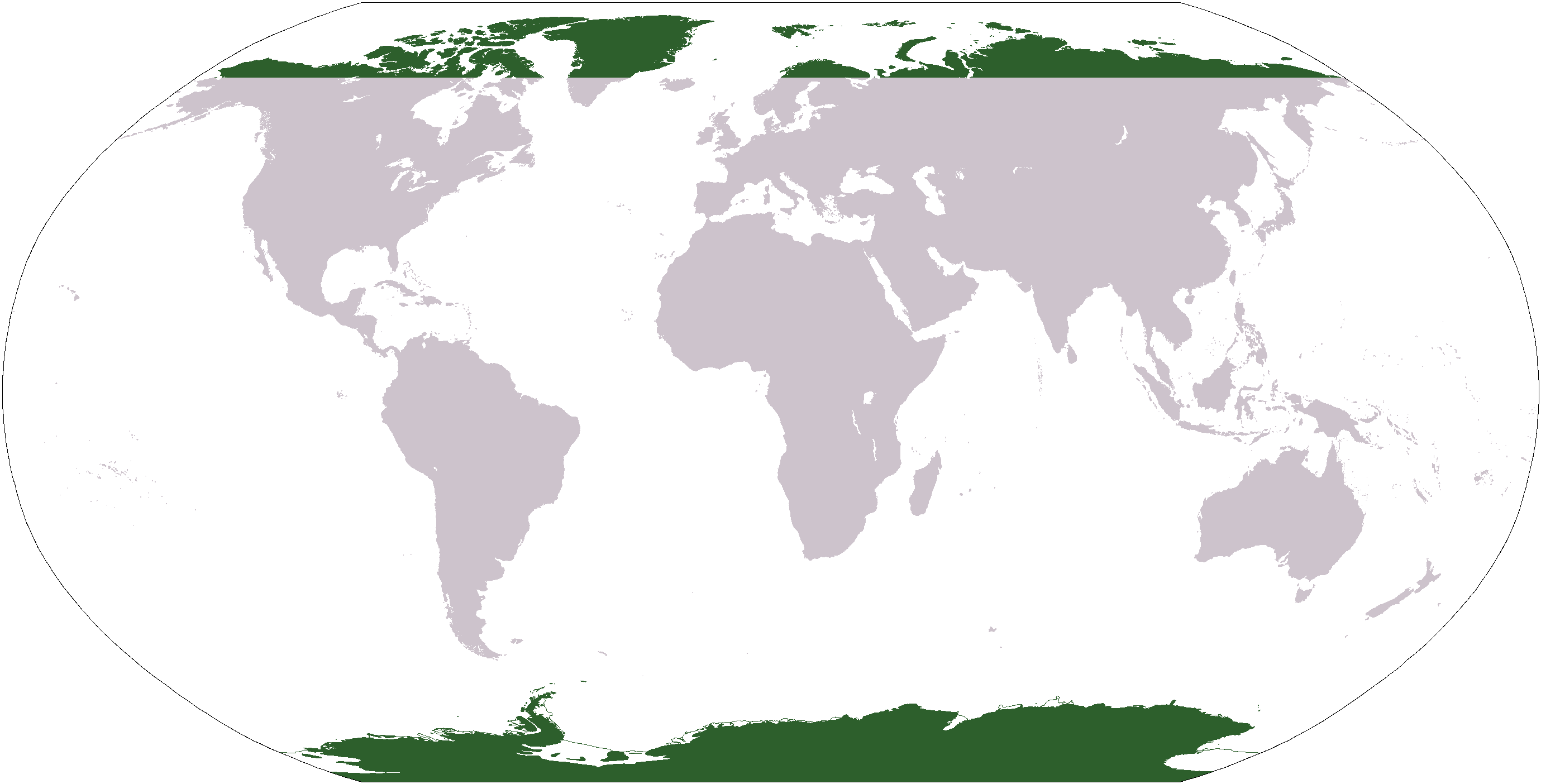
موقع المنطقتين القطبيتين

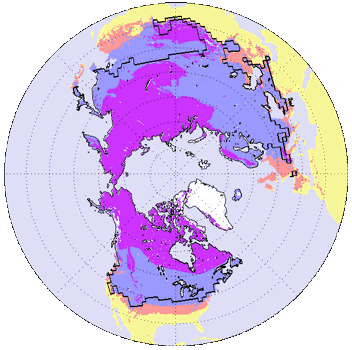
نصف الكرة الأرضية الشمالي (أرض متجمّدة بشكل دائم) في الأرجوان.

المناطق القطبية للأرض هي مناطق الكرة الأرضية التي تحيط بالقطبين معروفة كذلك بالمناطق الباردة. فالقطب الشمالي والجنوبي يكونان مركزها. تلك المنطقتين يهيمن عليهما غطاء الجليد القطبي، الذي يكون على المحيط المتجمد الشمالي والقارة القطبية الجنوبية. وقد بدأ جليد البحر القطبي يتضاءل في الوقت الحالي، وربما سببه ظاهرة الاحتباس الحراري.

## تعاريف
للقطب الشمالي عدة تعريفات، بما في ذلك منطقة الشمال من الدائرة القطبية في الوقت الراهن (حقبة 2010) على 66°33'44" شمال، أو منطقة 60° شمال خط العرض، أو المنطقة التي تبدأ من القطب الشمالي إلى النطاق الشجري.
وكذلك يعرف عادة القطب الجنوبي بالمنطقة جنوب من خط عرض موازي 60° جنوب خط العرض، أو قارة القطب الجنوبي. وقد استخدمت معاهدة أنتاركتيكا لعام 1959 التعريف السابق.

## المناخ
تتلقى المنطقة القطبية شعاع شمسي قليل الكثافة، وذلك لأن طاقة الشمس تصل بزاوية مائلة فتمتد على مساحة واسعة، وتأخذ أيضا مسافة أطول عابرة خلال الغلاف الجوي للأرض التي يمكن أن يمتصها أو ينثرها أو يعكسها إلى الخارج، وهو الشيء نفسه الذي يجعل الشتاء أبرد ما يكون عن بقية أيام السنة في المناطق المعتدلة.
لميل محور الأرض تأثير رئيسي على مناخ المناطق القطبية. وبما أن تلك المناطق هي الأبعد عن خط الاستواء فإنها تستقبل أقل قدر من أشعة الشمس ولذلك فهي شديدة البرودة. أيضا فكمية كبيرة من الجليد والثلج يعكس جزءا كبيرا من أشعة الشمس القليلة التي تستقبلها المناطق القطبية تلقي مما تساهم في زيادة البرودة. وتتميز تلك المناطق بالمناخ القطبي وطقس شديد البرودة والجليد الثقيل كلما وجد ما يكفي من هطول الثلج بشكل دائم، والتباين الشديد في ساعات النهار، حيث 24 ساعة من النهار في فصل الصيف، والظلام الدامس خلال فصل الشتاء.

## منطقة متجمدة حول قطبية
يوجد العديد من المناطق المأهولة تقع داخل نطاق القطب الشمالي. فالدول التي تدعي بأن لها حقوق في المناطق المتجمدة الشمالية هي: الولايات المتحدة (ألاسكا) وكندا والدنمارك (جرينلاند) والنرويج وروسيا. وتوجد الكثير من القواسم المشتركة بين سكان القطبية الشمالية أكثر منها من القواسم مع أخوتهم من نفس البلد. لذا فإن المنطقة القطبية الشمالية تتعدد في المستوطنات البشرية وثقافاتهم.

## القارة القطبية الجنوبية والمحيط الجنوبي
لايوجد في المنطقة القطبية الجنوبية مستطونات بشرية دائمة. فمحطة مكموردو هي أكبر محطة بحوث في القارة القطبية الجنوبية وتديرها الولايات المتحدة. وهناك محطات أخرى بارزة من بينها محطة بالمر ومحطة أمندسن سكوت (الولايات المتحدة)، وقاعدة اسبرانزا وقاعدة مارامبيو (الأرجنتين) وقاعدة سكوت (نيوزيلندا) ومحطة فوستوك (روسيا).
بما أنه لا توجد في تلك القارة شعوب أصلية ولكن لديها نظام بيئي معقد، خصوصا على طول المناطق الساحلية في القارة القطبية الجنوبية. فيوفر مياه القاع إلى السطح الساحلي العناصر الغذائية الوفيرة التي تغذي الكريل وهو نوع من القشريات البحرية والذي بدورها تغذي شبكة معقدة من الكائنات الحية من طيور البطريق إلى الحيتان الزرقاء.

## المناطق القطبية من الفضاء الخارجي
للكواكب والأقمار الطبيعية في النظام الشمسي شذوذ مثير للاهتمام حول مناطقها القطبية. ويعتقد أن قمر الأرض يحتوي على رواسب كبيرة من الجليد في حفر عميقة بمناطقه القطبية، تلك المناطق التي لم تر أبدا أشعة الشمس المباشرة. اما المريخ فهو مثل الأرض له قمم قطبية جليدية. أما اورانوس فالميل الشديد لمحور ذلك الكوكب يؤدي بالقطبين أن يتجهان بالتناوب بشكل مباشر إلى الشمس.

## معرض الصور

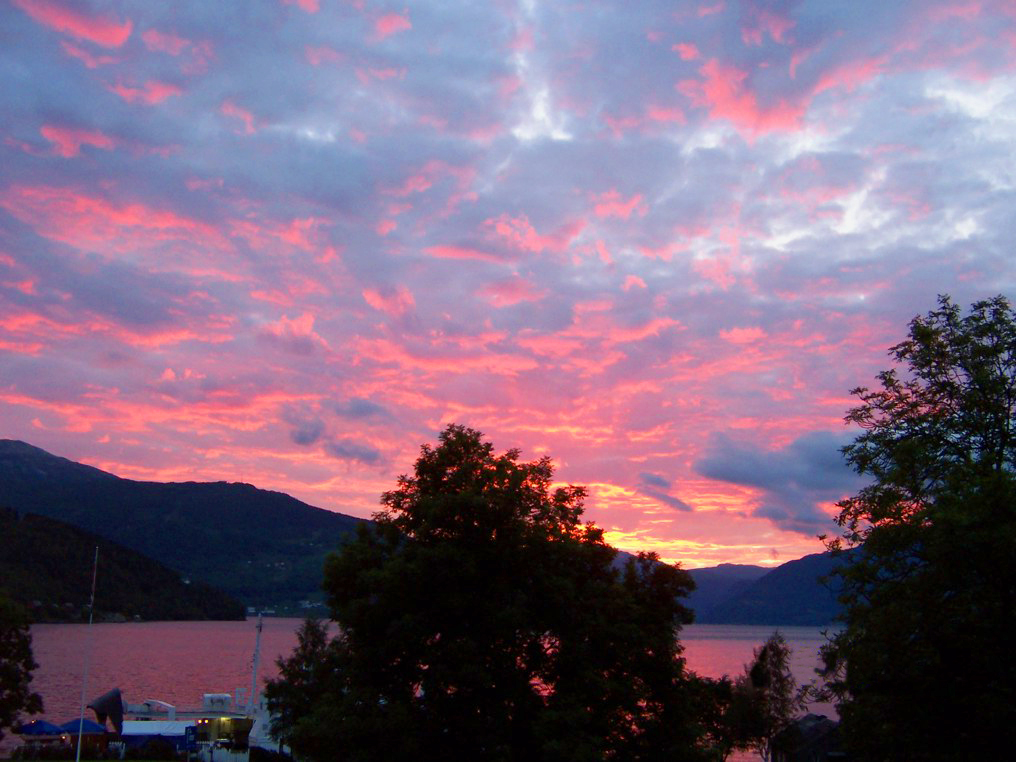
المنطقة القطبية الشمالية
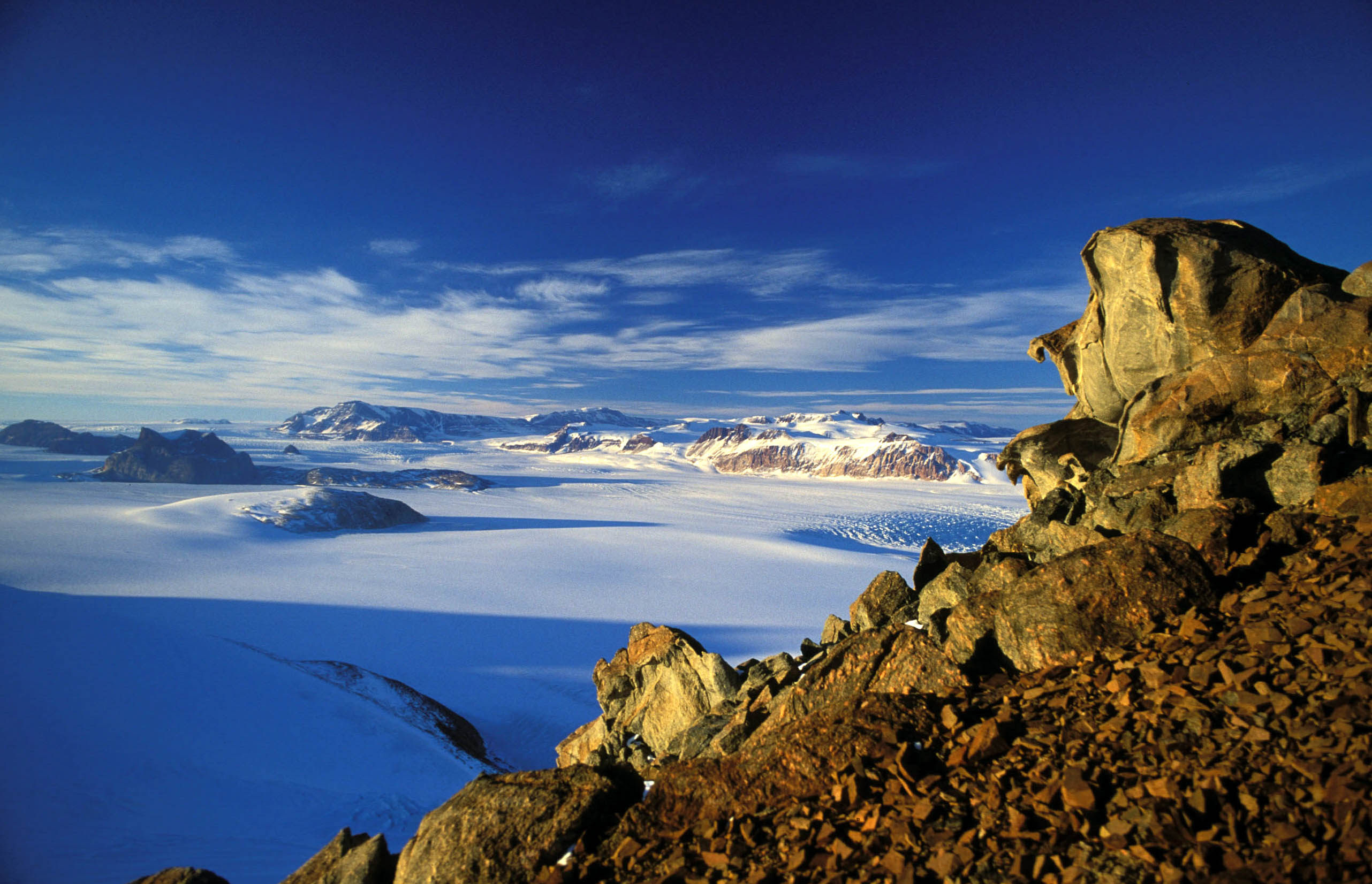
الجبل القطبي
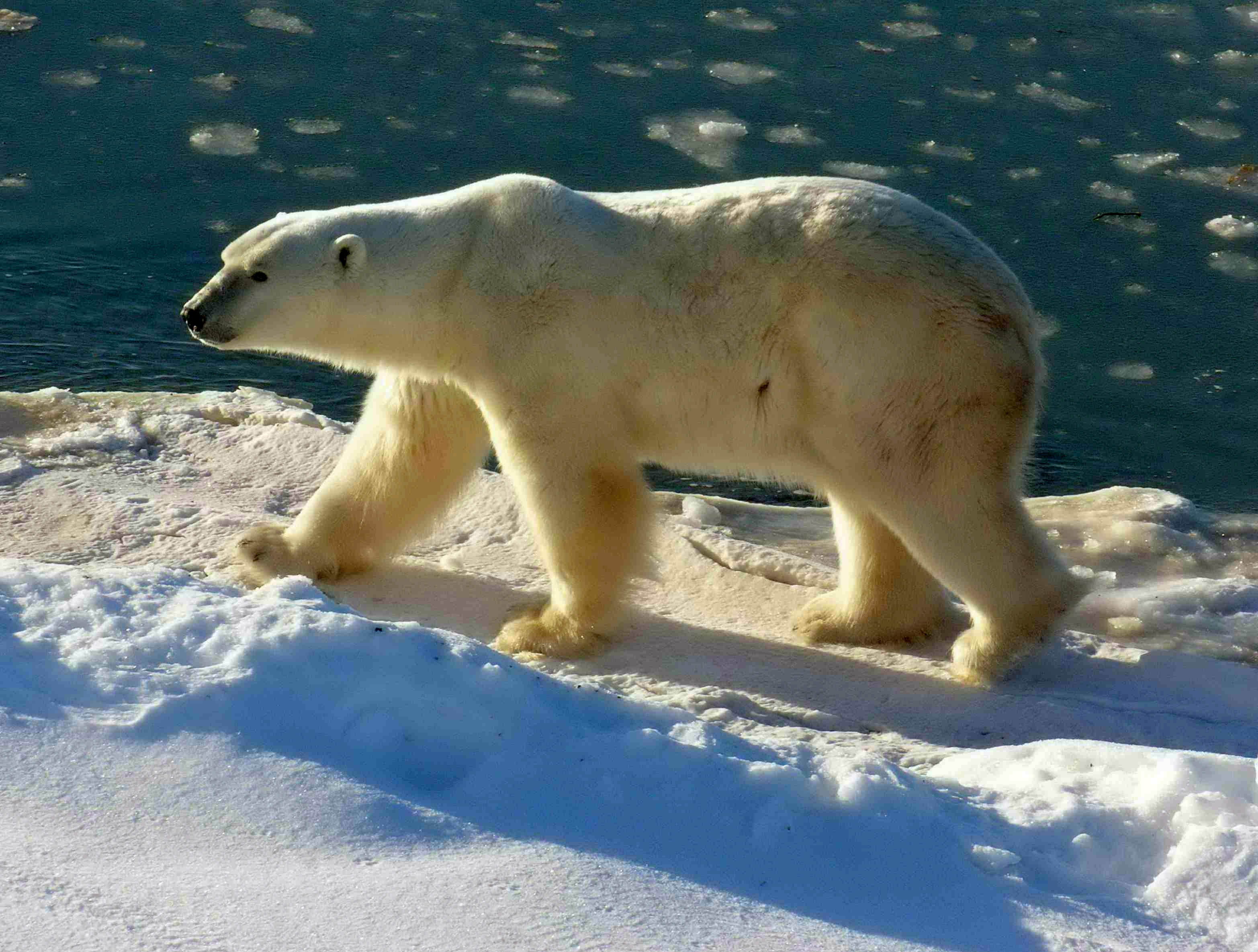
دببة المنطقة الشمالية القطبية
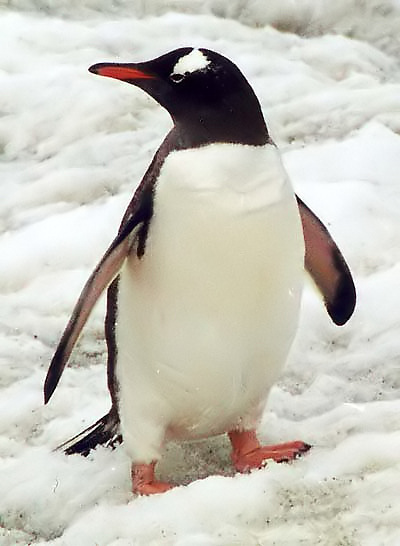
بطريق المنطقة القطبية الجنوبية
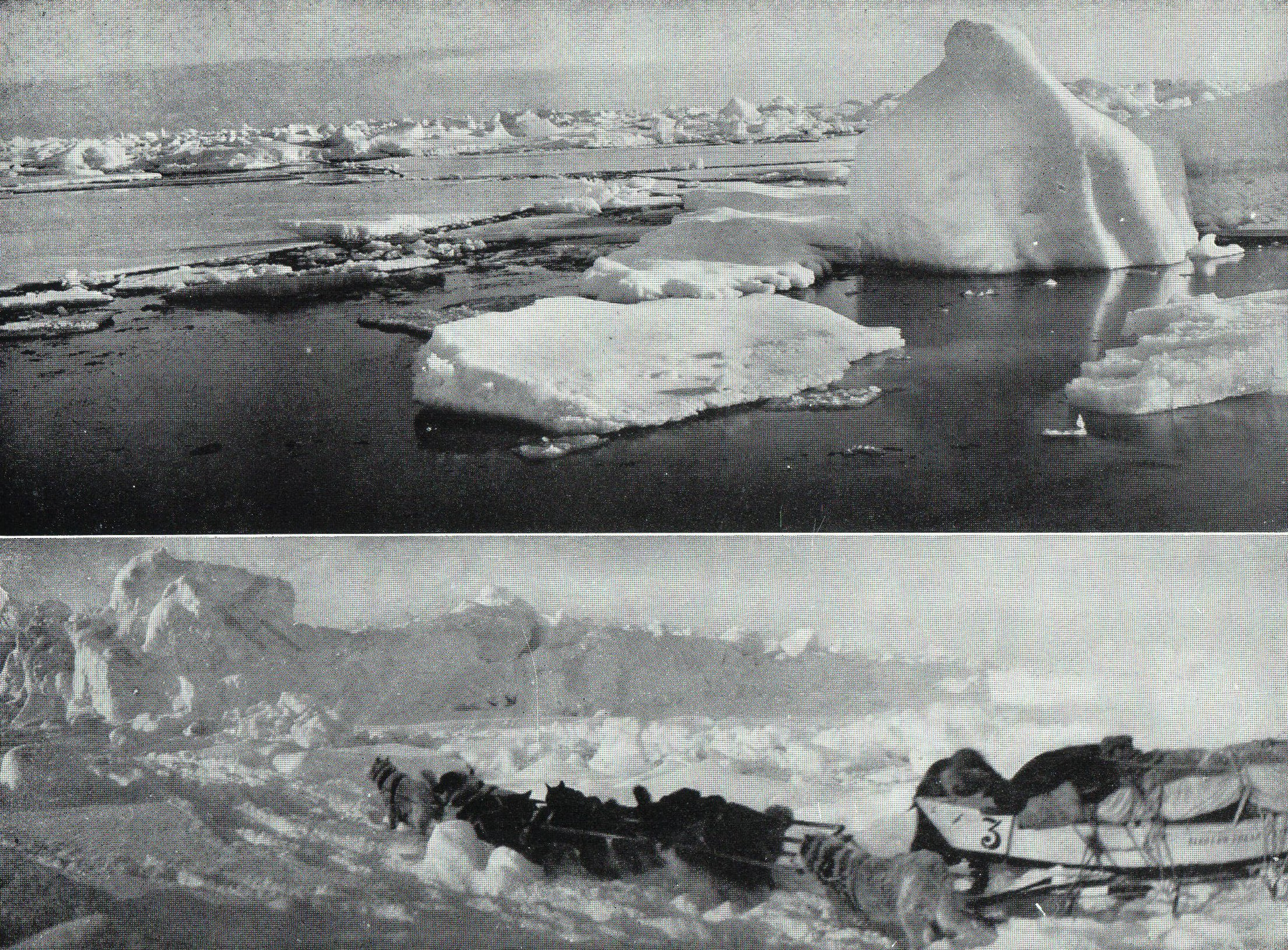
مشاهد قطبية
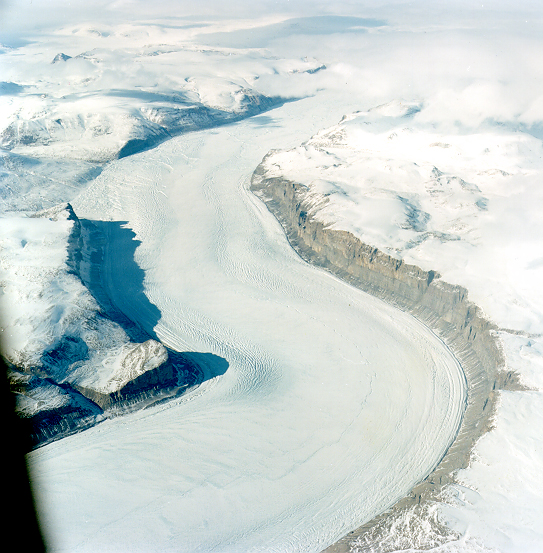
جدول الثلج القطبي
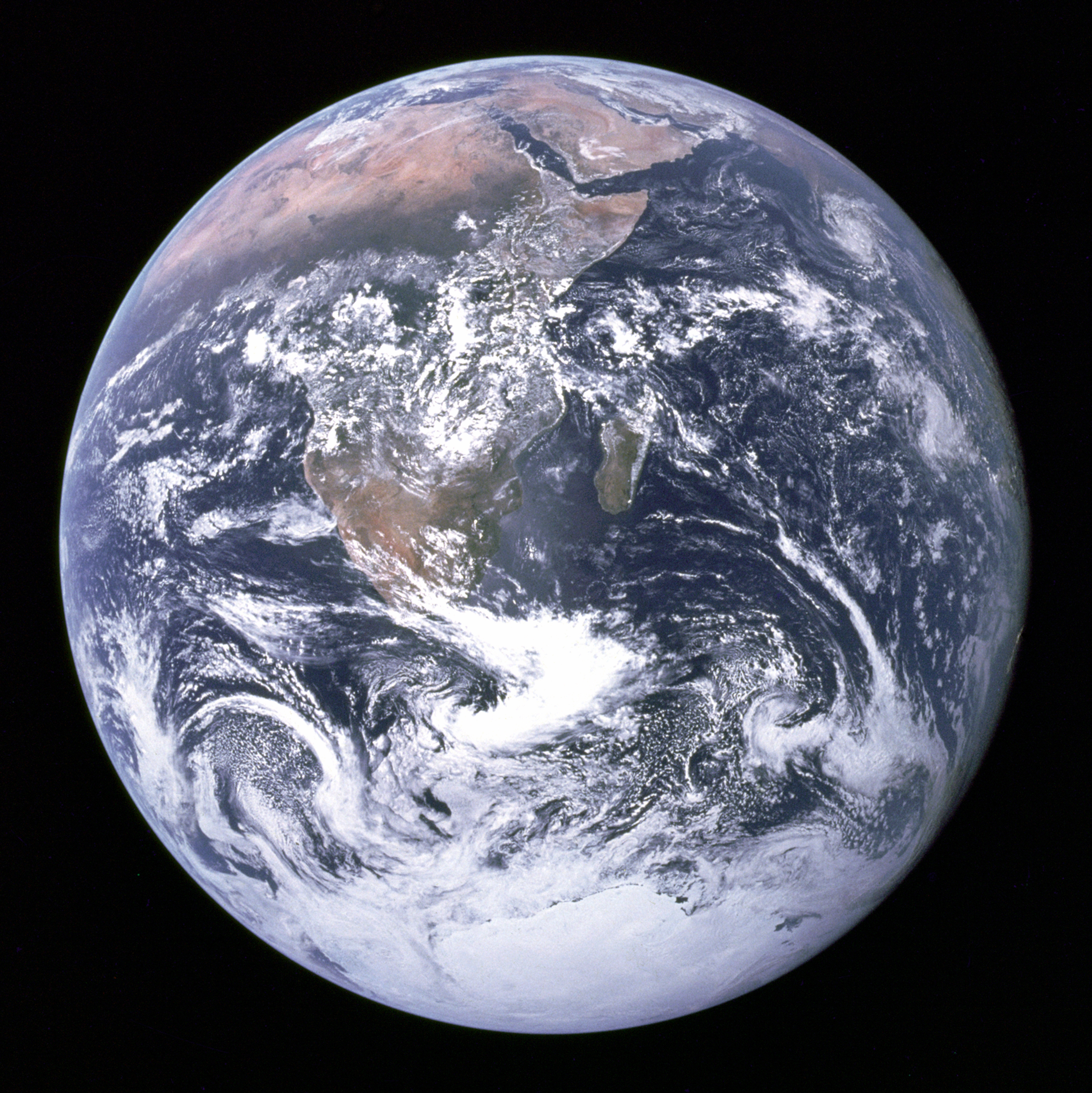
القطب الجنوبي في أسفل الصورة
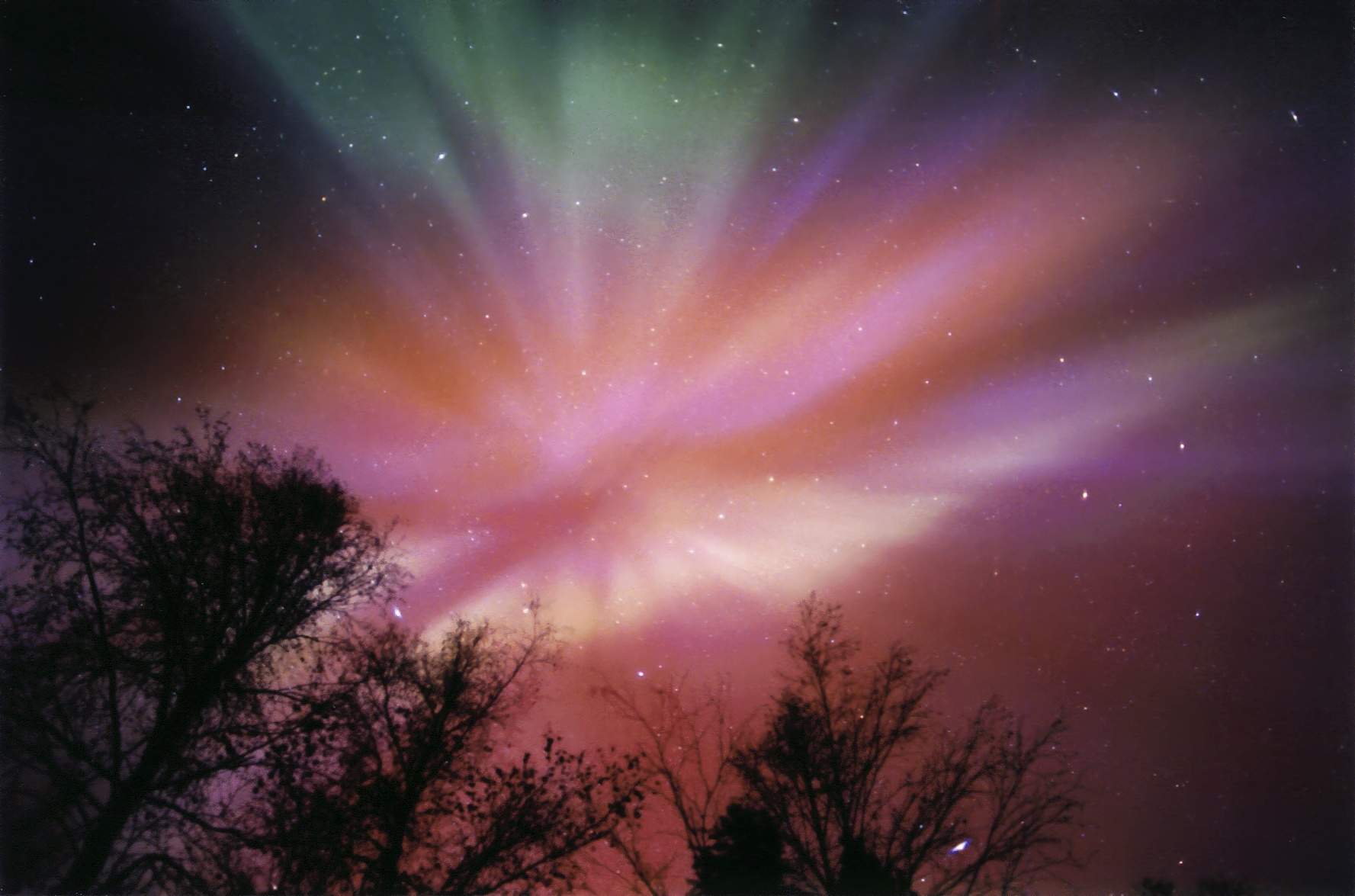
الفجر الإرجواني

### القطب الجنوبي
- أنتاركتيكا
- جغرافيا أنتاركتيكا
- تاريخ أنتاركتيكا

### أركتيك
- أركتيك
- الدائرة القطبية الشمالية
- المحيط المتجمد الشمالي

### قطبي
- القطب الشمالي
- القطب الجنوبي

## وصلات خارجية
- المناطق القطبية على مشروع الدليل المفتوح
- المناطق القطبية
- المؤسسة القطبية الدولية
- الاكتشاف القطبي